# Parkoviště

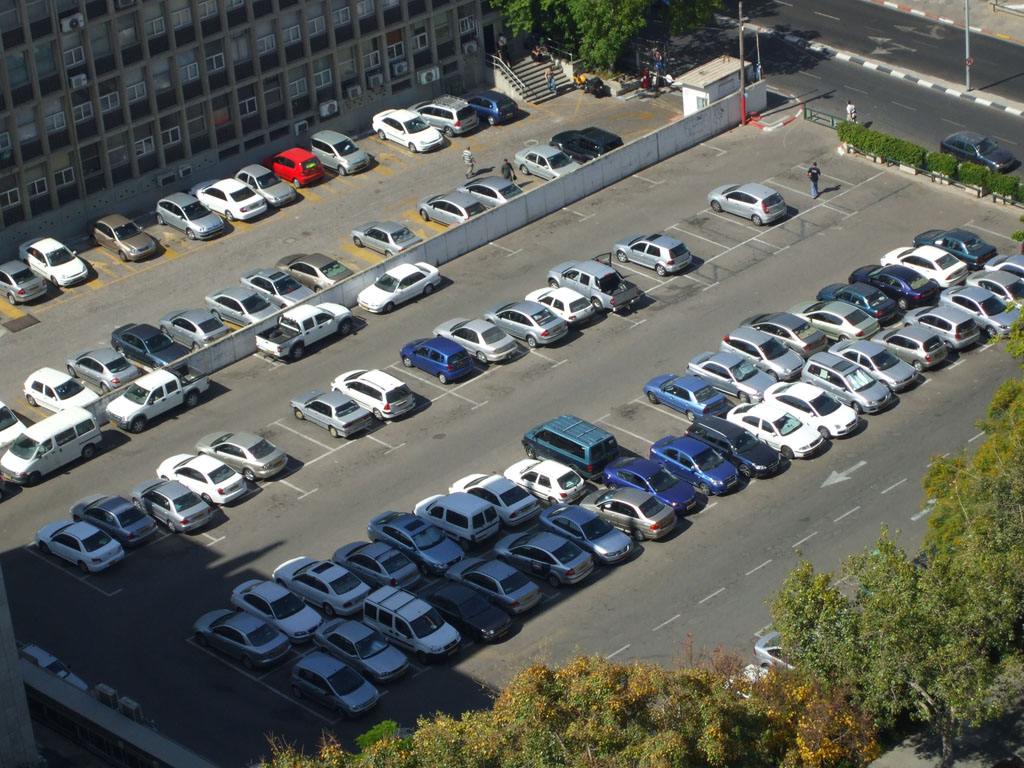
Parkoviště v Tel Avivu

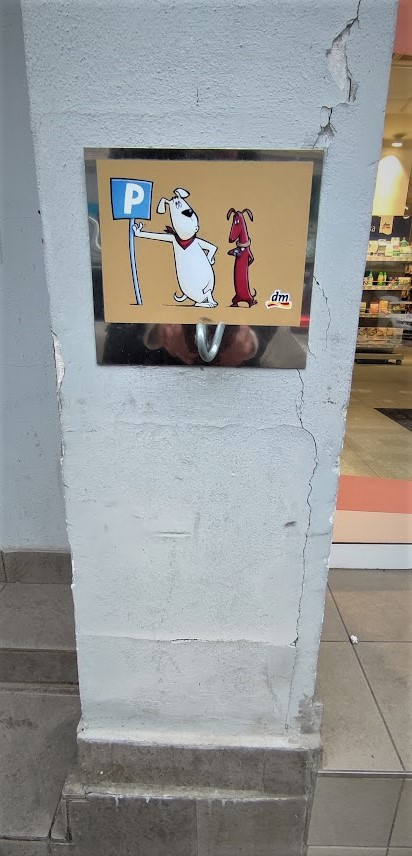
Parkoviště pro psy před prodejnou v Praze na Letné

Parkoviště je prostor určený pro parkování. Jde o místo pro delší odstavení, respektive odstávku určitého počtu vozidel – typicky motorových vozidel, ale například také jízdních kol, závěsných vozíků, obytných přívěsů, lodí nebo psů. 
Na parkovištích se obvykle uplatňuje kolmé či šikmé stání vozidel, podélné stání bývá spíše výjimečné. U parkovišť bývá často použit povrch z asfaltového betonu („asfaltu“), případně z betonové dlažby. Prostý beton má totiž výrazně vyšší odolnost vůči uniklým provozním kapalinám (motorovému oleji, benzínu a naftě) než asfaltový beton.
U stanic VHD se staví záchytná parkoviště typu P+R či K+R umožňující řidičům zaparkovat automobil a pokračovat dále veřejnou dopravou (hromadná stání pro jízdní kola se označují B+R).
Kromě parkovacích ploch se stále častěji budují víceetážová parkoviště v podobě podzemních garáží nebo etážových zastřešených nadzemních objektů, tj. parkovacích domů. 